# Liste der Monuments historiques in Voulême
Die Liste der Monuments historiques in Voulême führt die Monuments historiques in der französischen Gemeinde Voulême auf.

## Liste der Objekte
| Bezeichnung | Beschreibung                             | Standort                        | Kennzeichnung | Schutzstatus | Datum | Bild |
| ----------- | ---------------------------------------- | ------------------------------- | ------------- | ------------ | ----- | ---- |
| Tabernakel  | Holz, polychrom gefasst, 17. Jahrhundert | in der Kirche St-Hilaire (Lage) | PM86001540    | Inscrit      | 2014  |      |